# Писса
Пи́сса (истор. нем. Pissa, а также нем. Roßbach) — река на территории России, на востоке Калининградской области протекает по Гусевскому, Нестеровскому и Черняховскому районам.

## География
Река вытекает из Виштынецкого озера в 2 км восточнее села Ягодного, длина реки — 98 км, площадь водосборного бассейна — 1440 км². Высота истока — 172,4 м. На Писсе стоит город Гусев. Юго-восточнее села Тимофеевки впадает в реку Анграпу. Высота устья 14,3 м. Уклон реки — 1,6 м/км.

## Гидрология
В верхнем течении Писса мелкая, извилистая, шириной 7-10 м, с мелями, перекатами и быстрым течением. Местами завалы. Берега лесистые, большей частью крутые. В нижнем течении (от Гусева до впадения в Анграпу) имеет глубину от 0,1 до 1,5 метров. Скорость течения 0,1—0,4 м/с, ширина 5—25 метров. Средний расход 8,49 м³/с. Питание реки смешанное, дождевая составляющая 40 %, снеговая — 35 %, грунтовая — 25 %.
Современное русло Писсы в Гусеве было выправлено искусственно в 1738 году по проекту инженера Бергнусса — мельничная канава, называвшаяся Россбах, была расширена, а старое русло реки было засыпано.

## Притоки
Основные притоки — реки Красная и Русская.
В Писсу от её устья впадают следующие реки:
- на 41 км по левому берегу Красная
- на 49 км по левому берегу Русская
- на 60 км по правому берегу Глубокая
- на 70 км по правому берегу Бродная

## Гидротехнические сооружения
На Писсе находятся несколько шлюзов регулирующих сток воды: у истока, в посёлке Приозёрное и городе Гусеве. Некоторые из них являются остатками сооружений недействующих ГЭС построенных в предвоенный период.

## Фауна
В реке водятся ценные виды рыб — налим, сом, хариус, ряпушка, сиг, угорь.

## Данные водного реестра
По данным государственного водного реестра России относится к Балтийскому бассейновому округу, водохозяйственный участок реки — Преголя. Относится к речному бассейну реки Неман и рекам бассейна Балтийского моря (российская часть в Калининградской области).
Код водного объекта в государственном водном реестре — 01010000212104300010114.

## В культуре
Название реки звучит двусмысленно во многих языках. Согласно анекдоту, жители Гумбиннена обратились к Фридриху Вильгельму IV с просьбой о смене названия реки. Король предложил «Уриноко» — словослияние «урина» и «Ориноко».
В годы Великой Отечественной войны на берегах Писсы разворачивались сражения Гумбинненской операции (октябрь, 1944 год)